# Leucandra secutor
Leucandra secutor är en svampdjursart som beskrevs av Brøndsted 1927. Leucandra secutor ingår i släktet Leucandra och familjen Grantiidae. Inga underarter finns listade i Catalogue of Life.